# La Tour d'introspection
Pour plus de détails, voir Fiche technique et Distribution.
La Tour d'introspection (みかへりの搭, Mikaeri no tō) est un film japonais de Hiroshi Shimizu sorti en 1941.

## Synopsis
Le film est une chronique de la vie quotidienne dans un centre de redressement pour enfants difficiles composé de seize maisons. Chacune d'elles est gérée par un couple marié qui fait office de parents de substitution et d'éducateurs à la douzaine d'enfants qui leur sont confiés. La dernière arrivée au centre est Tamiko, une jeune fille capricieuse dont le père, M. Sakata, veuf et trop accaparé par son travail, ne peut plus gérer les excès. Tamiko est confiée aux bons soins de Mlle Natsumura. Entre bagarres, fugues et désobéissances, les enfants mènent la vie dure aux éducateurs mais ils montrent un étonnant sens de l'entraide lorsque le directeur du centre leur confie un travail pharaonique consistant à creuser un canal permettant d'amener de l'eau au centre qui n'était jusqu'alors pourvu que d'un insuffisant vieux puits. 

## Fiche technique
- Titre : La Tour d'introspection[1],[2]
- Titre original : みかへりの搭 (Mikaeri no tō?)
- Réalisation : Hiroshi Shimizu

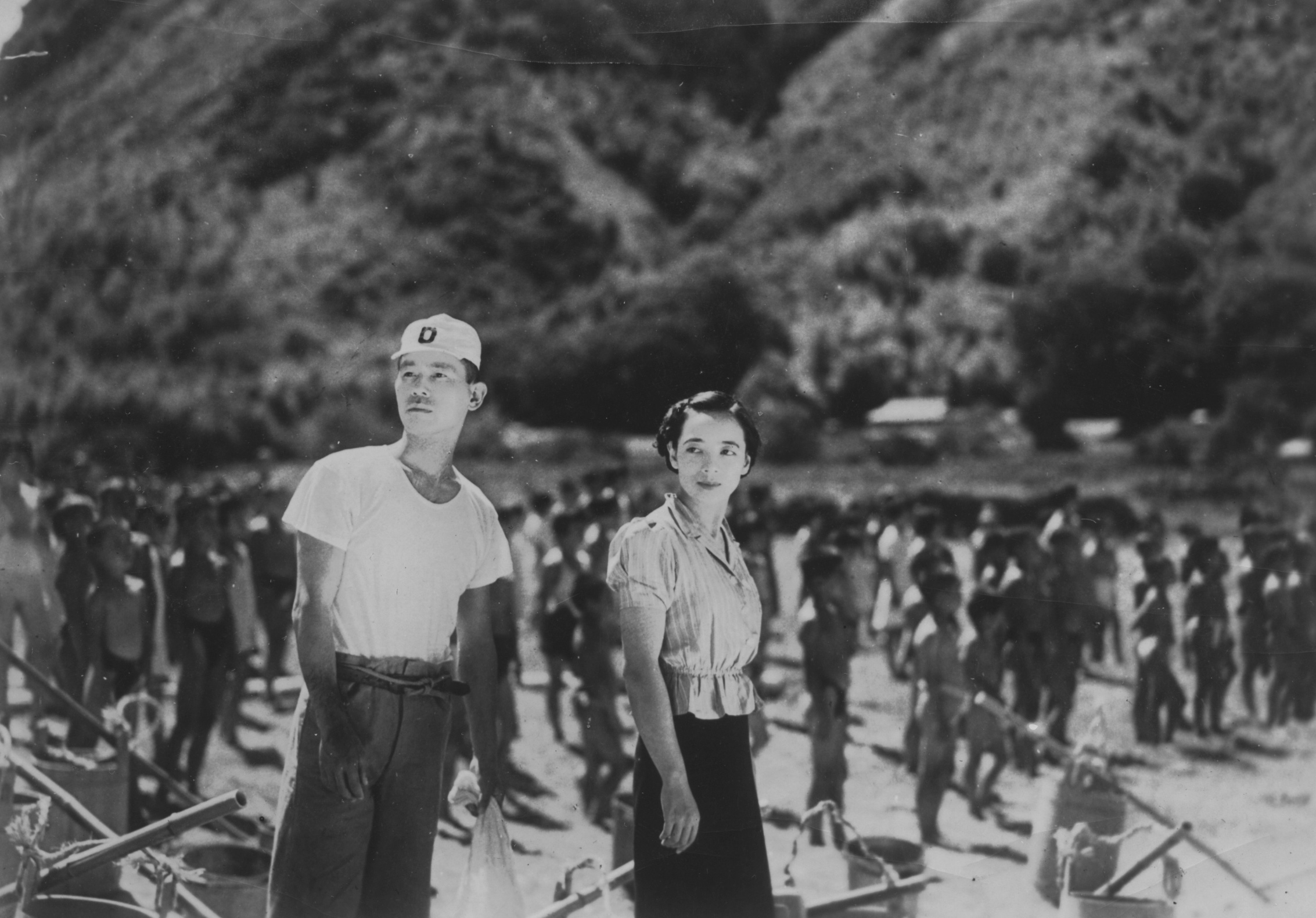
Chishū Ryū et Kuniko Miyake dans La Tour d'introspection (1941).

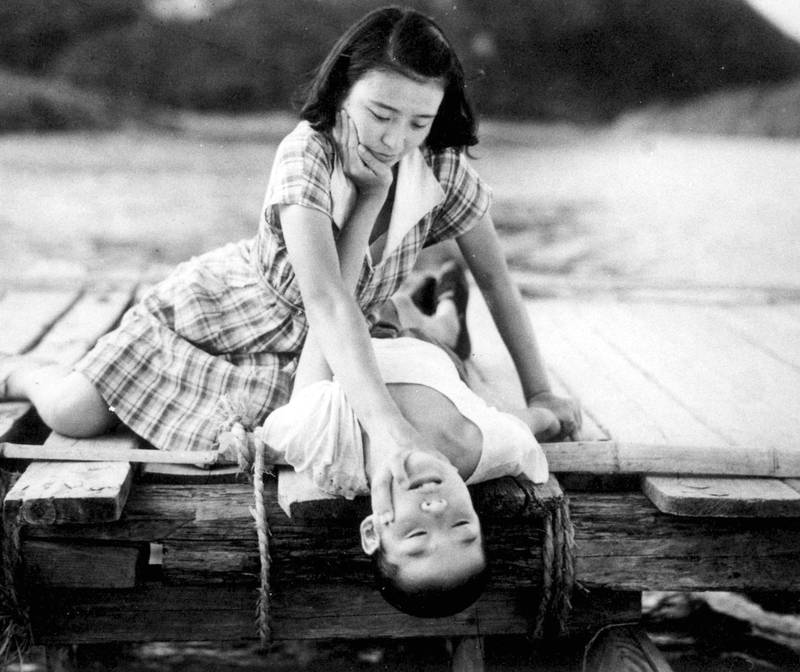
Yuiko Nomura (la fille) dans La Tour d'introspection (1941).

- Scénario : Hiroshi Shimizu d'après le roman de Ryūji Kumano et Yoshio Toyoshima
- Photographie : Suketarō Inokai
- Montage : Yoshiyasu Hamamura
- Musique : Senji Itō
- Direction artistique : Minoru Esaka
- Sociétés de production : Shōchiku
- Pays d'origine :  Empire du Japon
- Langue originale : japonais
- Format : noir et blanc — 1,37:1 — 35 mm — son mono
- Genre : drame
- Durée : 111 minutes[3] (métrage : 12 bobines - 3 062 m[3])
- Date de sortie :
  - Empire du Japon : 30 janvier 1941[3]

## Distribution

### Les adultes
- Shin'yō Nara : le directeur
- Chishū Ryū : M. Kusama
- Kuniko Miyake : Mlle Natsumura
- Kimiyo Ōtsuka : Mme Kusama
- Takeshi Sakamoto : M. Sakata, le père de Tamiko
- Kinuko Wakamizu : Mme Miyazaki, la mère de Masao
- Mitsuko Yoshikawa : la belle-mère de Nobuichi
- Kanji Kawahara : M. Kōno
- Yaeko Izumo : Mme Kōno
- Kenji Ōyama : M. Suzuki
- Setsuko Shinobu : Mme Suzuki
- Seiji Nishimura : M. Kawabe
- Fumiko Okamura : Mme Kawabe

### Les enfants
- Jun Yokoyama : Yoshio / Zen
- Yuiko Nomura : Tamiko Sakata
- Ryō Ōfuji : Nobuichi
- Norio Ōtsuka : Masao Miyazaki
- Teruo Furuya : Koji
- Keiko Izumi : Naoko
- Takashi Ogata : Okamoto

## Autour du film
La revue Kinema Junpō a classé La Tour d'introspection à la troisième place de son classement annuel des dix meilleurs films japonais pour l'année 1941.
Dans le film de Hiroshi Shimizu Les Enfants du nid d'abeilles (1948), le soldat rapatrié demande aux orphelins qu'il rencontre à la gare de Shimonoseki s'ils ont vu le film Mikaeri no tō (La Tour d'introspection), il leur explique qu'il est lui-même orphelin et que c'est le nom du foyer dans lequel il a été élevé. Il décide de les y emmener. Le film se termine sur l'arrivée du soldat et des orphelins à Mikaeri no tō et l'accueil chaleureux qui leur est fait par les enfants de l'orphelinat venus à leur rencontre sur la route. On aperçoit au loin la tour blanche qui donne son nom au foyer qui se dresse.